# Regla de san Juan de Mata

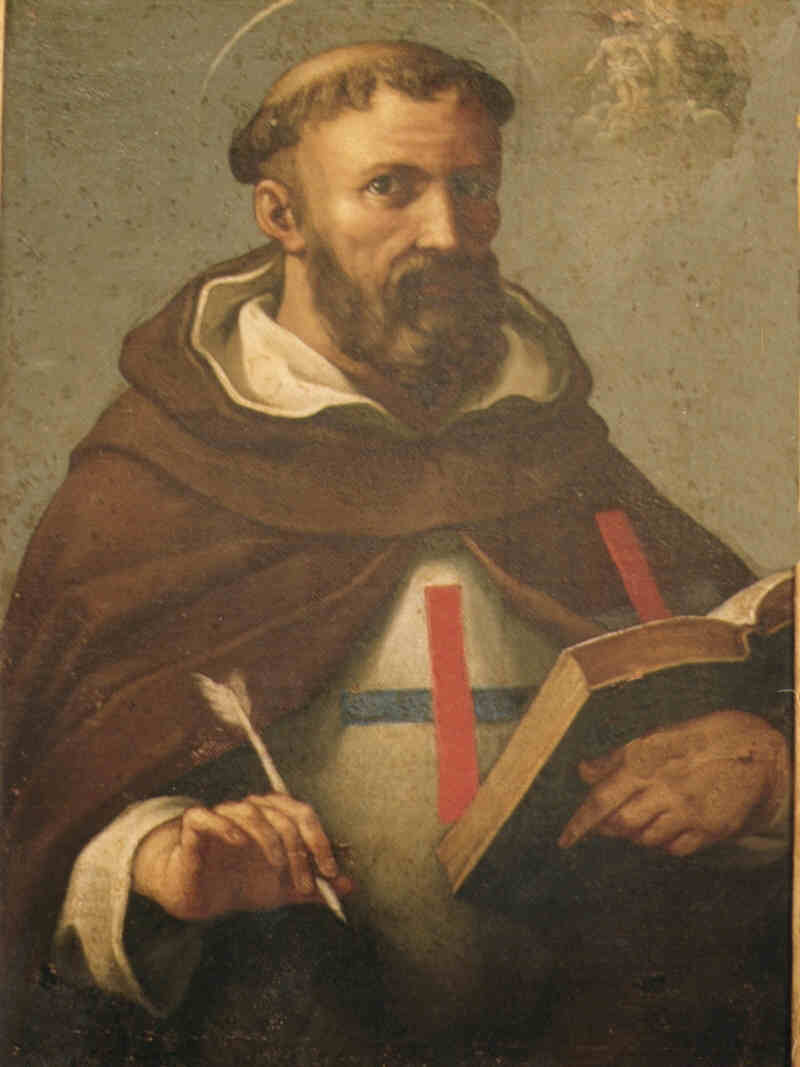
Juan de Mata escribiendo la Regla de vida de los trinitarios.

La Regla de san Juan de Mata, también conocida como Regla Trinitaria, es una regla de vida religiosa de la Iglesia católica, escrita por el sacerdote francés Juan de Mata, aprobada por Inocencio III el 17 de diciembre de 1198. Dicha regla es seguida por los discípulos de Juan de Mata, de la Orden de la Santísima Trinidad y de los Cautivos y por todos los institutos y organizaciones que beben del carisma trinitario.

## Historia
Juan de Mata funda un nuevo proyecto de vida religiosa en la Iglesia católica que conecta la Trinidad y la redención de cautivos: la Orden de la Santísima Trinidad y de los Cautivos, cuyos conventos se denominan Domus Trinitatis, es decir: «Casa de la Santísima Trinidad», y los religiosos son llamados «hermanos de la Santa Trinidad». El proyecto lo desarrolla luego de haber sido ordenado sacerdote hacia 1193. Según la tradición en su primera Eucaristía, el religioso tiene una inspiración que lo lleva a fundar la Orden trinitaria. El documento fue escrito en el desierto de Cerfroid, al norte de Francia, donde fundó la primera Casa de la Trinidad, con la ayuda de un grupo de eremitas, entre los que resalta la figura de Félix de Valois.
Juan de Mata se traslada a Roma para pedir al papa la aprobación de la Regla y del nuevo instituto. Dicha aprobación le llega el 17 de diciembre de 1198, de manos del papa Inocencio III, quien inmediatamente acoge bajo su protección a los religiosos y todas sus propiedades. Importantes reformas se harán a la regla original con el paso del tiempo. Entre ellas destaca la reforma de 1267, que será el documento jurídico de los trinitarios hasta la época de la reforma, y a partir de ella, con la división entre calzados y descalzos, será la norma de vida para los trinitarios calzados. Otra reforma importante será la Regla de Urbano VIII, o de Juan Bautista de la Concepción, de 1599, con la que se guiarán los religiosos de la descalcez trinitaria.
La Regla original, se conserva en los Archivos Vaticanos y es quizá el único escrito de Juan de Mata.

## Contenido

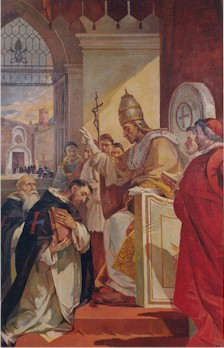
Inocencio III aprueba la Regla de san Juan de Mata, óleo sobre tela conservado en la iglesia de Santo Tomás in Formis en Roma.

La Regla tiene influencias de una triple tradición de la vida religiosa: del monaquismo toma la vida claustral con su ideal de seguimiento evangélico de Cristo y de vida comunitaria; de los canónigos regulares de San Víctor toma el carácter clerical, el ministerio pastoral; y de las órdenes hospitalarias recibe su carácter caritativo-social orientado al rescate de los cautivos y a los hospitales para peregrinos y para los mismos cautivos. Y además le añade un elemento importante: la relación con la Santísima Trinidad, de la que se embebió en su formación con los victorinos de París, especialmente con Hugo y Ricardo de San Víctor.
Juan de Mata quiso para los trinitarios una vida religiosa auténtica, con el ideal de volver al Evangelio y a la vida apostólica, desde la sencillez de las relaciones, sin desigualdades. En ella se plasma el carisma liberador característico de los religiosos de la Orden, hacia los cristianos cautivos, por lo que el documento está impregnado del ideal del servicio, la humildad y la entrega al pobre y cautivo. Siendo intitulada a la Santísima Trinidad, la Regla quiere una devoción especial a ese misterio cristiano. De esa manera, «en nombre de la Santísima Trinidad» se fundan casas, se levantan iglesias, se rescatan cautivos. No es una Regla al estilo de las monásticas de san Basilio, san Benito o san Agustín, no está llena de exhortaciones y largas citas evangélicas, sino de principios breves y directos, porque según el estilo de la época, es el mismo Evangelio el que se toma como regla de vida.
Entre los elementos más llamativos y característicos de la Regla Trinitaria se encuentran la Tertia Pars, la cual manda que los bienes de la Orden deben ser divididos en tres partes y una de ellas destinada a la redención de cautivos; el constante apelo al nombre de la Trinidad, ya que en ella se manda que todos los edificios, religiosos e iglesias sean intitulados a ella, el número de votos son tres, los bienes se dividen en tres partes, las casas deben ser habitadas por tres religiosos laicos y tres sacerdotes, además del ministro, etc. También es característico que al superior de las casas, no se les llama prior, ni abad, ni padre, sino minister, que significa «servidor». En este sentido la Regla de san Juan de Mata es precursora de las reglas de vida de las órdenes mendicantes, sin ser ella misma una regla mendicante.

## Influencia
La Regla de San Juan de Mata, aún con las reformas, ha sido siempre el texto legislativo de la Orden Trinitaria. El ideal de Juan Bautista de la Concepción y de los otros reformadores trinitarios de los siglos XV y XVI, era el de regresar al ideal originario de la Orden. La Segunda y Tercera Orden Trinitaria, monjas y laicos, respectivamente, asumen lo esencial de la Regla para adaptarlo a sus formas de vidas. De la misma manera, numerosas son las congregaciones e institutos que beben del carisma de Juan de Mata, tomando como base la misma Regla o una de sus variantes: entre ellas, aún existentes, se encuentran las Trinitarias contemplativas, las Religiosas Terciarias Trinitarias, las Hermanas de la Santísima Trinidad, las trinitarias de Roma, las Religiosas de la Santísima Trinidad, el Instituto de la Santísima Trinidad y el Laicado Trinitario.